# Kisplasztika

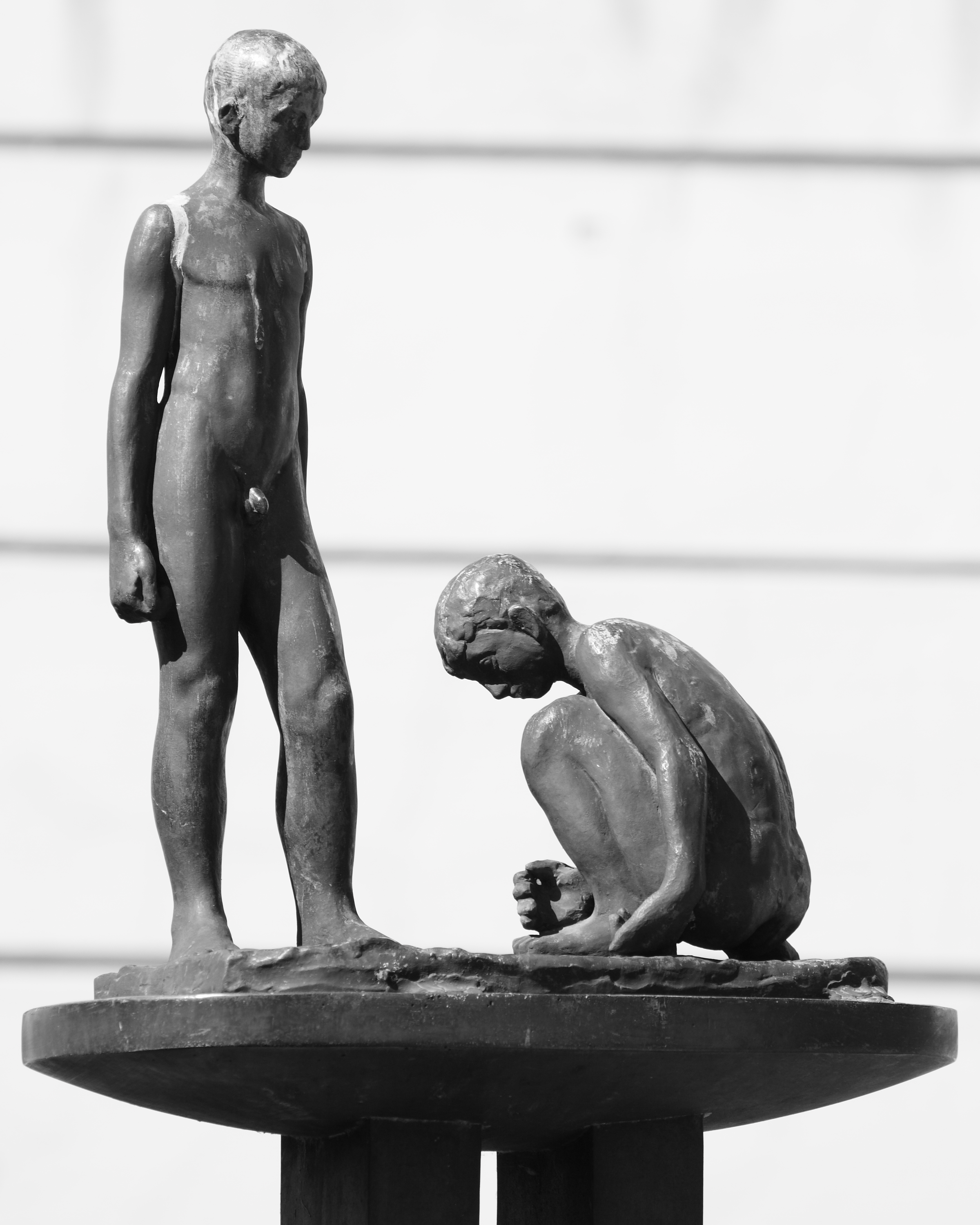
Ferenczy Béni Fiúk c. kisplasztikája (1947, köztéri bronzszobor, Székesfehérvár, Lakatos utca)

A kisplasztika a szobrászat azon ága, mely kisméretű (az életnagyságnál sokkal kisebb) műveket hoz létre. Anyaga a szobrászat által feldolgozható bármilyen anyag lehet (agyag, fa), de kiváltképpen kisplasztikai anyagok azok, amelyek kisméretű feldolgozásra alkalmasak, például elefántcsont, puszpángfa, porcelán, viasz, különböző fémek. Anyaga és mérete miatt a kisplasztika gyakran az ötvösséggel és az éremművészettel rokon, s méretükből következően művészi élvezetük csak közelről szemlélve lehetséges.
Fontos megjegyezni, hogy a kisplasztika nem a nagy szobor kisebbített mását jelenti. Életnagyságnál kisebb alkotásról van szó, ami sokszor érzékeny és értékes anyagból készül, ezért rendszerint az enteriőr dekorációjának részét képezi.
Mind a kisplasztikának, mind az éremművészetnek egyik kiváló magyarországi képviselője Ferenczy Béni. Számos kisplasztikája és éremművészeti alkotása megtekinthető Szentendrén, a Ferenczy Múzeumban.

## Külső hivatkozások
- Kisplasztika
- Kisplasztika